# Cottonwood (Arizona)
Cottonwood is een plaats (city) in de Amerikaanse staat Arizona, en valt bestuurlijk gezien onder Yavapai County.

## Demografie
Bij de volkstelling in 2000 werd het aantal inwoners vastgesteld op 9179.
In 2006 is het aantal inwoners door het United States Census Bureau geschat op 11.171, een stijging van 1992 (21,7%).

## Geografie
Volgens het United States Census Bureau beslaat de plaats een oppervlakte van
27,6 km², geheel bestaande uit land. Cottonwood ligt op ongeveer 1014 m boven zeeniveau.

## Plaatsen in de nabije omgeving
De onderstaande figuur toont nabijgelegen plaatsen in een straal van 24 km rond Cottonwood.

## Geboren
- Ambyr Childers (1988), actrice